# Josef Gusikov
 (mars 2023).
Si vous disposez d'ouvrages ou d'articles de référence ou si vous connaissez des sites web de qualité traitant du thème abordé ici, merci de compléter l'article en donnant les références utiles à sa vérifiabilité et en les liant à la section « Notes et références ».
Michal Josef Gusikov (né Yehiel-Michiel, aussi dénommé Guzikow ou Gusikow) (2 septembre 1806-21 octobre 1837) est un klezmer qui donna le premier concert de musique klezmer à un auditoire d'Europe de l'Ouest avec son instrument en bois et paille.  

## Gusikov et son instrument

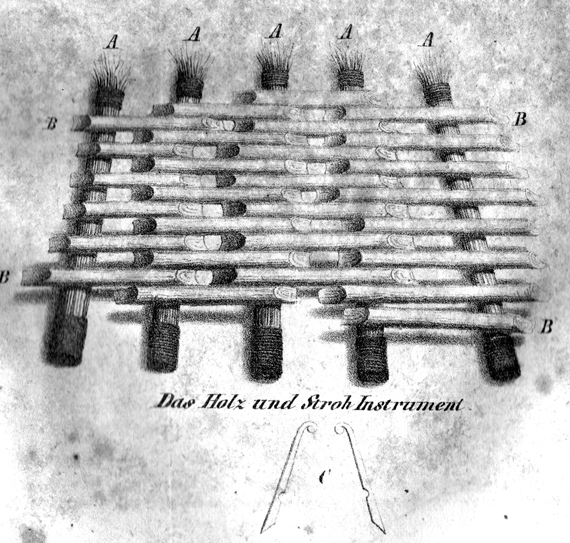
L'instrument en bois et en paille de Gusikov

Gusikov est né dans une famille juive hassidique de musiciens klezmer, à Chklow en Pologne (maintenant en Biélorussie). Il commence à jouer de la flûte comme son père, mais une faiblesse pulmonaire l'oblige à rechercher un autre instrument. En 1831, il construit ce qu'il appellera le Shtroyfidl, un instrument en bois et paille, essentiellement un xylophone agencé comme un cymbalum sur une table d'harmonie faite de rouleaux de paille, qui assurent une forte résonance.  On ignore si l'instrument a été inventé par Gusikov lui-même, ou par son contemporain Samson Jakubowski. Avec cet instrument, Gusikov va développer une extraordinaire virtuosité, et en 1834, il donne des concerts à Moscou, Kiev et Odessa.
Lors d'un concert à Odessa, il est acclamé par le violoniste polonais Karol Lipiński, et avec le soutien de Lipiński et du poète français  Alphonse de Lamartine, il entreprend à partir de 1835, une tournée de concerts en Europe de l'Ouest. Les concerts où Gusikov apparait habillé avec la gabardine traditionnelle des Juifs d'Europe de l'Est, et où il est généralement accompagné de membres de sa famille jouant de la contrebasse et du violon, sont d'extraordinaire succès: à Paris, il devient si populaire qu'une coupe de cheveux, imitant ses papillotes, est nommé coiffure à la Gusikov.  Gusikov joue des improvisations sur des mélodies traditionnelles juives et klezmer, et aussi des airs d'opéra populaires de l'époque. Il va jouer aussi à Prague, Francfort et Vienne.

## Opinions sur sa musique
De nombreux musiciens professionnels juifs sont vivement impressionnés par Gusikov.  Ferdinand Hiller lui écrit une recommandation pour Giacomo Meyerbeer. Felix Mendelssohn écrit à sa famille en 1836:
« Je suis curieux de savoir si Gusikow vous a plu autant qu'à moi. C'est tout à fait un phénomène; un fameux type, inférieur à aucun virtuose du monde, aussi bien en exécution qu'en sensibilité; il m'a ainsi plus enchanté avec son instrument en bois et en paille que beaucoup d'autres avec leur piano-forte. »
À l'opposé, Franz Liszt est plus critique, appelant Gusikov « un Paganini de boulevard », dont « le don, certains peuvent dire son génie », aurait été mieux utilisé à « inventer un instrument agricole », alors que « son talent, mal guidé, n'a produit rien d'autre que des inepties musicales ». 
Gusikov est admiré par le critique musical belge, François-Joseph Fétis, avec qui il va se lier d'amitié, et qui écrira dans son dictionnaire musical, un long article sur Gusikov, basé sur leurs discussions à Bruxelles.

## Sa mort
Épuisé par sa tournée, Gusikov meurt à 31 ans de tuberculose à Aix-la-Chapelle en Allemagne, chagriné pendant ses derniers jours par le vol de son précieux instrument, perpétré dans son habitation.    
Une seule pièce musicale écrite par Gusikov a survécu, un arrangement de l'hymne juif Shir Hama’alot (Psaume 126)